# 盾八门孔虫
盾八门孔虫（学名：Octopyle clypeata）为门孔虫科八门孔虫属的动物。在中国，分布于南海等海域。